# AN/APQ-181

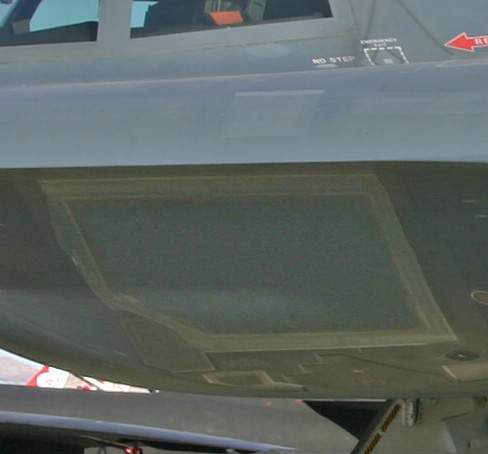
B-2 스텔스 전략폭격기는 AN/APQ-181을 탑재하고 있다.

AN/APQ-181은 미국 스텔스 폭격기 B-2 스피릿에 탑재되는 AESA 레이더다.

## 제원
- 주파수 : K 밴드
- 탐지거리 : 110km

## 같이 보기
- AESA
- B-2 스피릿